# جنيفر كينت
جنيفر كينت (بالإنجليزية: Jennifer Kent)‏ هي كاتبة سيناريو ومخرجة وممثلة أسترالية، ولدت في القرن العشرين في بريزبان في أستراليا.

## وصلات خارجية
- جنيفر كينت على موقع IMDb (الإنجليزية)
- جنيفر كينت على موقع ألو سيني (الفرنسية)
- جنيفر كينت على موقع أول موفي (الإنجليزية)
- جنيفر كينت على موقع قاعدة بيانات الأفلام السويدية (السويدية)
- جنيفر كينت على موقع قاعدة بيانات الفيلم (الإنجليزية)
- جنيفر كينت على موقع كينوبويسك (الروسية)